# Hister helluo
Hister helluo är en skalbaggsart som beskrevs av Truqui 1852. Hister helluo ingår i släktet Hister och familjen stumpbaggar. Arten har ej påträffats i Sverige. Inga underarter finns listade i Catalogue of Life.